# Ulica Kartuska w Gdańsku
Ulica Kartuska – jedna z głównych i najdłuższa (11 660 m) ulica w Gdańsku. Jej fragment należy do ciągu drogi krajowej nr 7. Przebiega przez dzielnice: Siedlce, Ujeścisko-Łostowice, Jasień oraz Kokoszki.
Nazwa pochodzi od miasta Kartuzy, do którego prowadzi ta ulica. Współcześnie jest jedną z głównych ulic wylotowych w stronę Kaszub. W początkowym biegu ulicy towarzyszy jej linia tramwajowa, która na skrzyżowaniu Emaus skręca w ulicę Nowolipie.
Ulica Kartuska zaczyna się od skrzyżowania z ulicami Pohulanka i Powstańców Warszawskich. Jest przedłużeniem Nowych Ogrodów. Początek ten jest związany z przebiegiem dawnej granicy miasta i obecnością tam jednej z niezachowanych bram miejskich. Ulica kończy się na obecnej granicy miasta.

## Przebieg
Ulica Kartuska biegnie przez cztery dzielnice: Siedlce, Ujeścisko-Łostowice, Jasień oraz Kokoszki. Numeracja ulicy zaczyna się od strony Śródmieścia, gdzie ulica jest przedłużeniem Nowych Ogrodów. Numeracja od strony nieparzystej (prawej) zaczyna się od numeru 5. Dalej ulica biegnie przez Siedlce, będąc główną ulicą dzielnicy. Dalej ulica biegnie przez tereny mniej zamieszkane, przechodząc przez osiedla Pieklisko, Zabornia, Jasień, Kiełpinek, Karczemki. Budynki mieszkalne są w większości zlokalizowane tak, że Kartuska jest ulicą przelotową. W przypadku Karczemek Kartuska mija osiedle bokiem.
Równolegle do ulicy Kartuskiej, na odcinku od Jasienia przepływa Potok Siedlecki, na większości swojego biegu w podziemnym kanale. 
Wzdłuż ul. Kartuskiej, przy centrum handlowym w Kiełpinku, biegnie krótki odcinek turystycznego  Szlaku Skarszewskiego.

## Historia

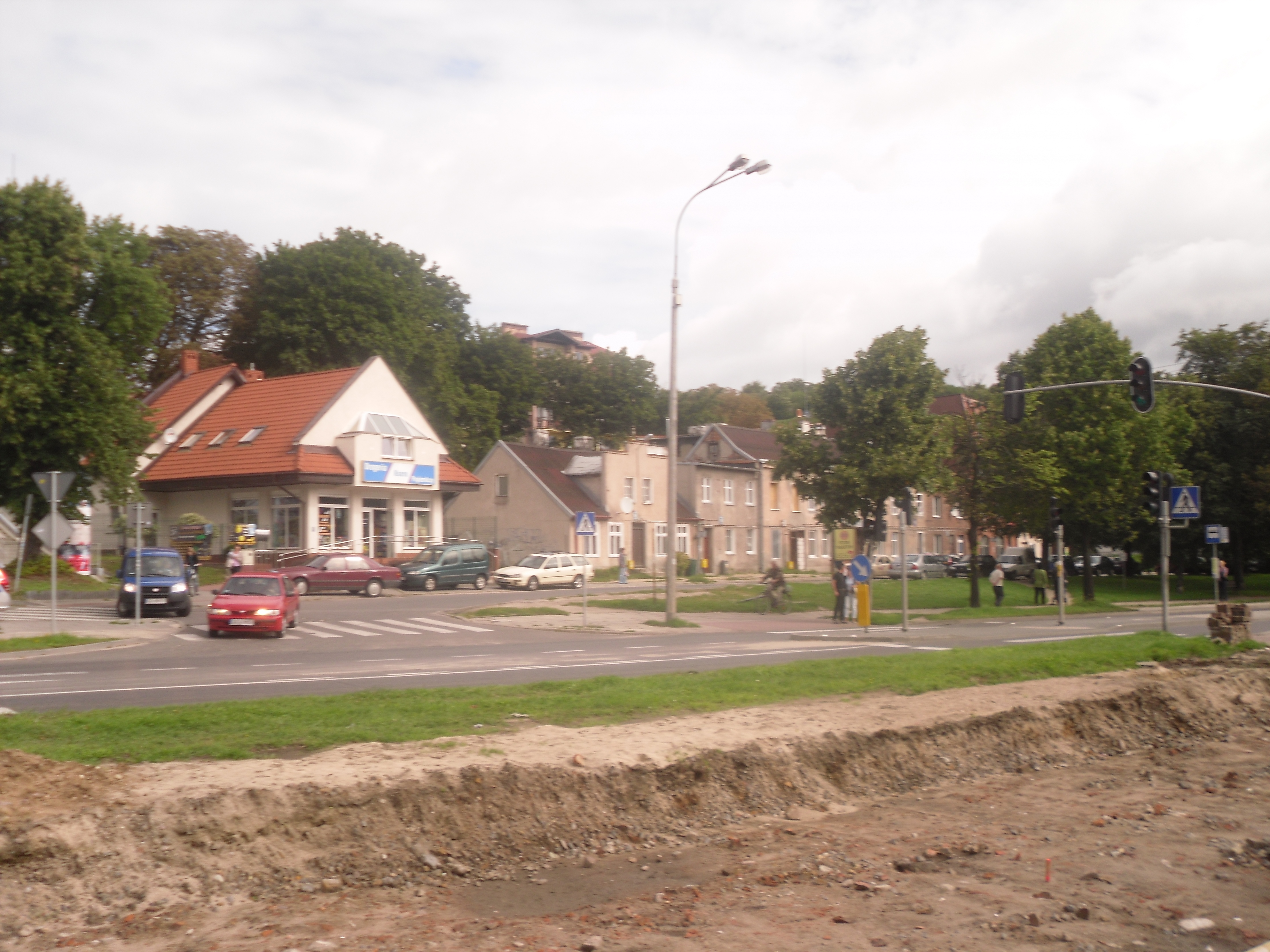
Skrzyżowanie Kartuskiej z Kartuską

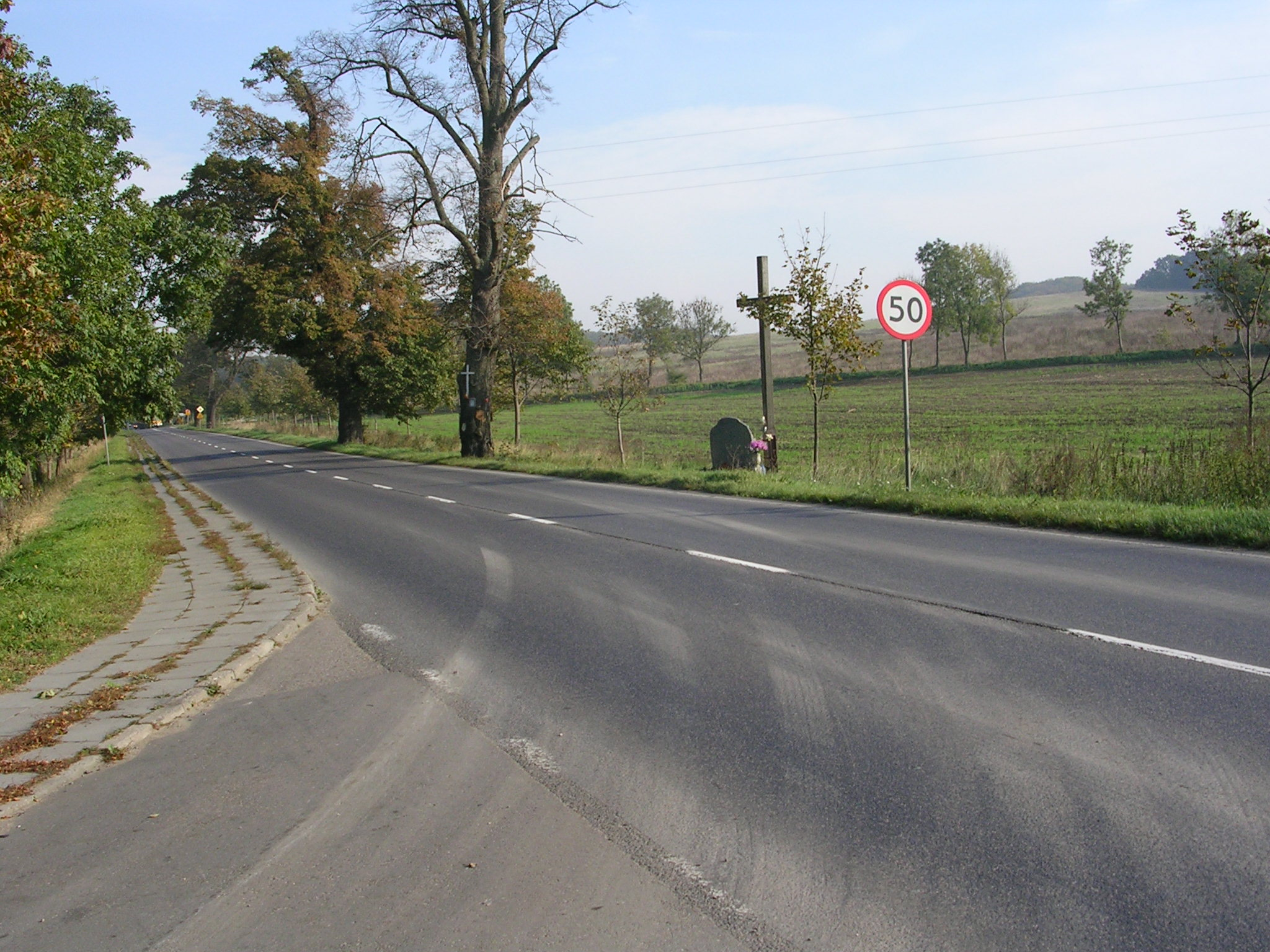
Miejsce katastrofy autobusowej w 1994

Ulica została wybudowana na śladzie dawnej drogi prowadzącej z Gdańska do Kartuz. Trakt ten prowadził przez kilka wiosek, z których niektóre (Siedlce, Jasień) zostały wchłonięte przez Gdańsk i obecnie są dzielnicami lub osiedlami.
Ulica Kartuska rozpoczynała się bramą miejską, wybudowaną na początku XVI wieku w ramach fortyfikacji miejskich. W czasie kiedy miasto rozrastało się wzdłuż obecnej ulicy Kartuskiej, brama stała się zbędna, więc została wyburzona pod koniec XIX wieku. Jedynym reliktem, dzięki któremu można odnaleźć to miejsce, jest układ skrzyżowania Kartuska/Nowe Ogrody/Powstańców Warszawskich/Pohulanka.
W 1886 wzdłuż początkowego odcinka Kartuskiej powstała linia tramwajowa ze Śródmieścia do Emaus.
Większość zabudowy ulicy Kartuskiej spłonęła podczas zdobywania Gdańska przez Armię Czerwoną.
W 1945 w wyniku zmiany granic państwowych Gdańsk znalazł się w Polsce, co spowodowało zmianę nazwy ulicy z Karthäuser-Str. na obecną. Polskojęzyczna nazwa jest dosłownym tłumaczeniem nazwy niemieckojęzycznej.
Po wojnie bieg ulicy został nieco wyprostowany (szczególnie na terenie Siedlec), stąd skrzyżowanie Kartuskiej z Kartuską. W 1973 ulica została wydłużona (przekwalifikowanie drogi na ulicę), gdyż do Gdańska zostały włączone tereny leżące wcześniej poza miastem.
W 1994 na ulicy Kartuskiej wydarzyła się największa katastrofa autobusowa w Polsce.
W 2008 oddano do użytku biurowiec Ka5.
W 2020 ogłoszono przetarg na rozbudowę ulicy do dwóch jezdni na odcinku Otomińska – Nowatorów o długości 1,2 km. Na realizację zadania zabezpieczono 49 mln zł. Inwestycja otrzymała również finansowanie z Ministerstwa Infrastruktury w wysokości 13,5 mln zł. Najkorzystniejszą ofertę w kwocie 37,4 mln zł złożyło konsorcjum firm Kruszywo i Bituminium. Prace rozpoczęto w sierpniu 2020, a ich zakończenie jest planowane na listopad 2021. W 2021 ogłoszono przetarg na rozbudowę ulicy na odcinku Nowatorów – Smęgorzyńska, w którym również konsorcjum firm Kruszywo i Bituminium złożyło najtańszą ofertę w kwocie 12 mln zł przy zabezpieczonym budżecie w wysokości 19,1 mln zł.

## Zabytkowe obiekty i instytucje

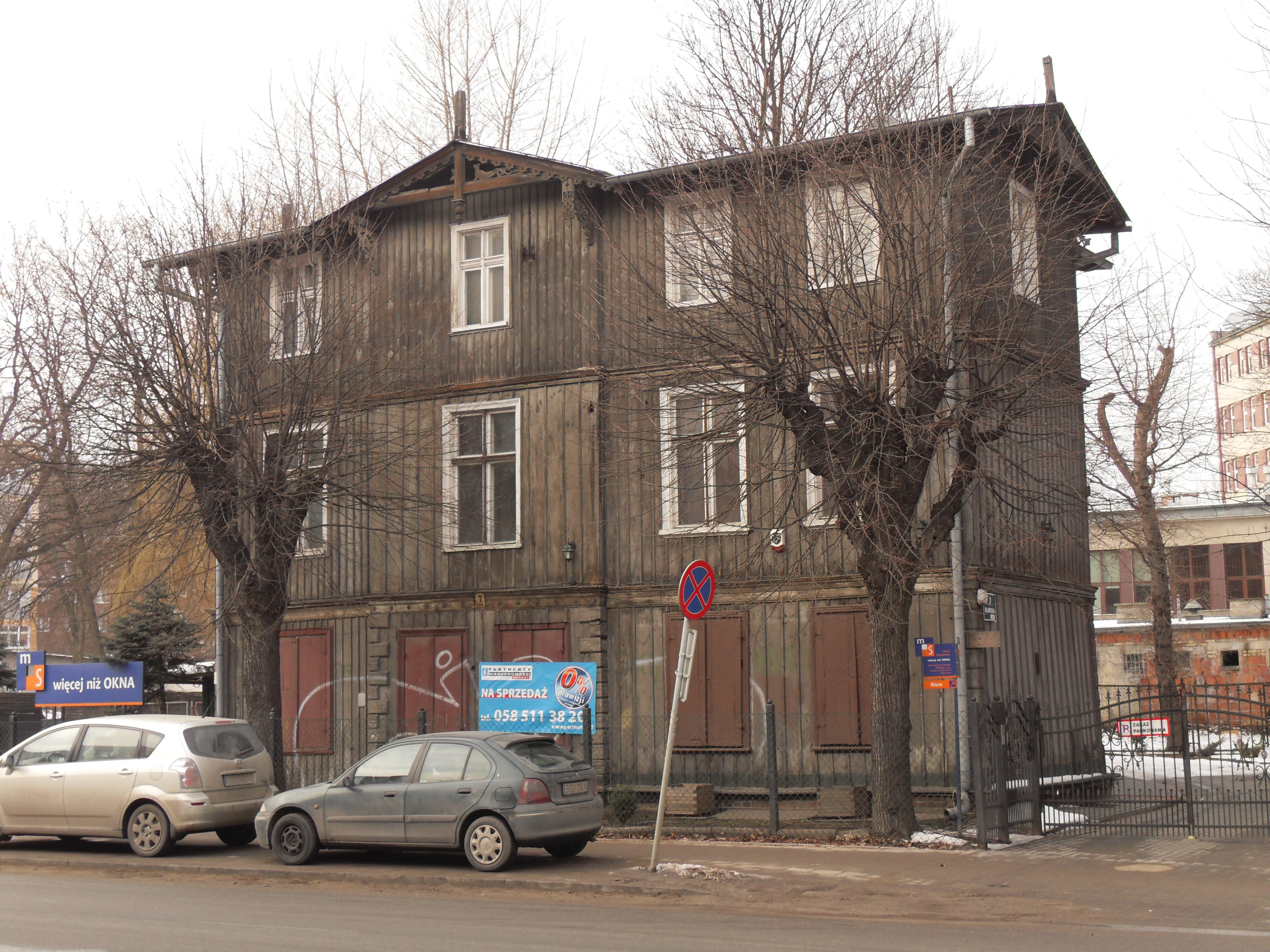
Kartuska 7

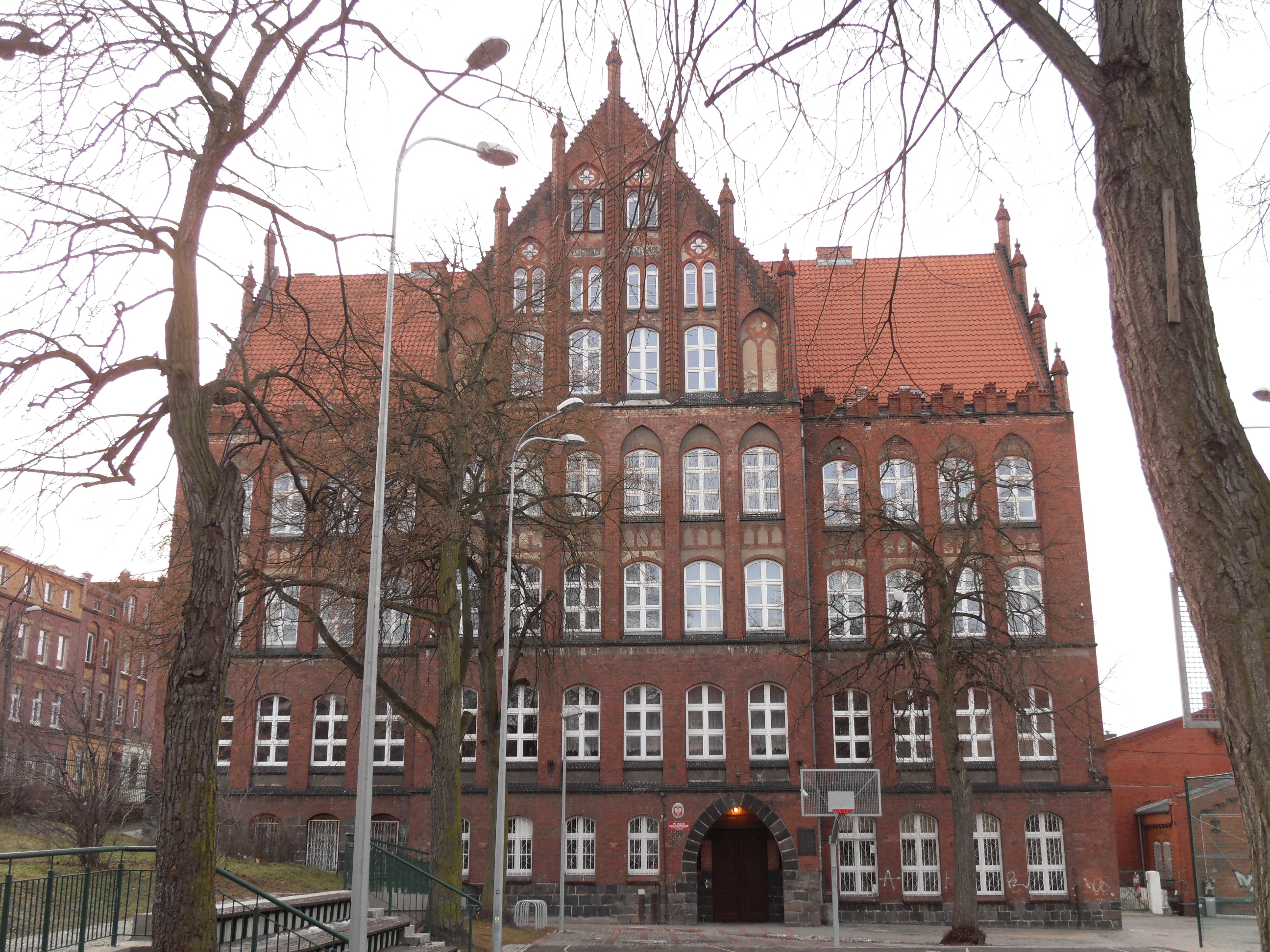
Kartuska 128

Zabudowa ulicy Kartuskiej składa się głównie z wielorodzinnych domów mieszkalnych, w początkowym biegu ulicy (na Siedlcach) są to w większości kamienice z lat 30. XX wieku oraz bloki powstałe w latach 50. XX wieku. W dalszym biegu zabudowa staje się coraz rzadsza. Często również budynki stojące przy Kartuskiej mają adresy ulic bocznych lub równoległych biegnących w niewielkiej odległości od Kartuskiej. W środkowym biegu ulicy przy Kartuskiej stoją prawie wyłącznie punkty usługowe.

### Zabytki
- 2 drewniane domy z 1908 (Kartuska 7 i Kartuska 11) nr rej.: 1055 z 16.10.1989[14].

- dom z XVIII wieku (Kartuska 124a) nr rej.: 427 z 30.10.1971[14].

- Zespół Szkół z 1902: szkoła, sala gimnastyczna i budynek gospodarczy (Kartuska 128) nr rej.: A-1130 z 3.10.1995[14].

- Zespół kościoła pw. św. Franciszka z Asyżu z lat 1904–1906[15]: kościół, plebania i budynek gospodarczy przy plebanii (Kartuska 186), nr rej.: 888 z 30.07.1984[14]. Kościół został wybudowany w stylu neogotyckim. Długość budynku po odbudowie wynosi 52 m, szerokość w transepcie 30 m, wysokość 17 m, powierzchnia 1160 m². Kościół jest trójnawowy[16].

- Zespół młynów Emaus (Kartuska 213/215) nr rej.: A-428 z 30.10.1971 / A-429 z 30.10.1971 / A-1162 z 14.02.1997 - obecne budynki są z XIX i początków XX wieku, jednakże tradycja wyrobu chleba w tym miejscu jest znacznie starsza. Pierwszy młyn powstał w XV wieku, sam kompleks młynów przed wojną składał się jeszcze z piekarni i gospody[17].

### Instytucje
- Zakład Opieki Zdrowotnej MSWiA w Gdańsku (ul. Kartuska 4/6)

- Biuro Inwerstycji Euro Gdańsk 2012 (ul. Kartuska 5 – Biurowiec Ka5)[18]

- Zaoczna Policealna Szkoła "COSINUS" (ul. Kartuska 32/34)

- Urząd Pocztowy Gdańsk 18 (ul. Kartuska 96)[19]
- Szkoła Podstawowa nr 14 im. ks. Grzegorza Piramowicza (ul. Kartuska 126A)[20]

- VIII Liceum Ogólnokształcące (ul. Kartuska 128)[21]

- II Podstawowo-Gimnazjalny Zespół Szkół Społecznych STO w Gdańsku (ul. Kartuska 245)[20]

- Komisariat Policji VIII Gdańsk (ul. Kartuska 245B)[22]

## Komunikacja

### Tramwaje
Równolegle do początkowego odcinka ulicy Kartuskiej biegnie linia tramwajowa. Ma ona wydzielone torowisko, biegnące po południowej stronie jezdni. Po linii poruszają się tramwaje linii numer 10 i 12. Przy ulicy znajduje się pętla autobusowo-tramwajowa Siedlce (przebudowana w 2015 roku), jednak dla tramwajów ma charakter przejazdowy oraz awaryjno-okolicznościowy (np. tramwaj Walentynkowy).

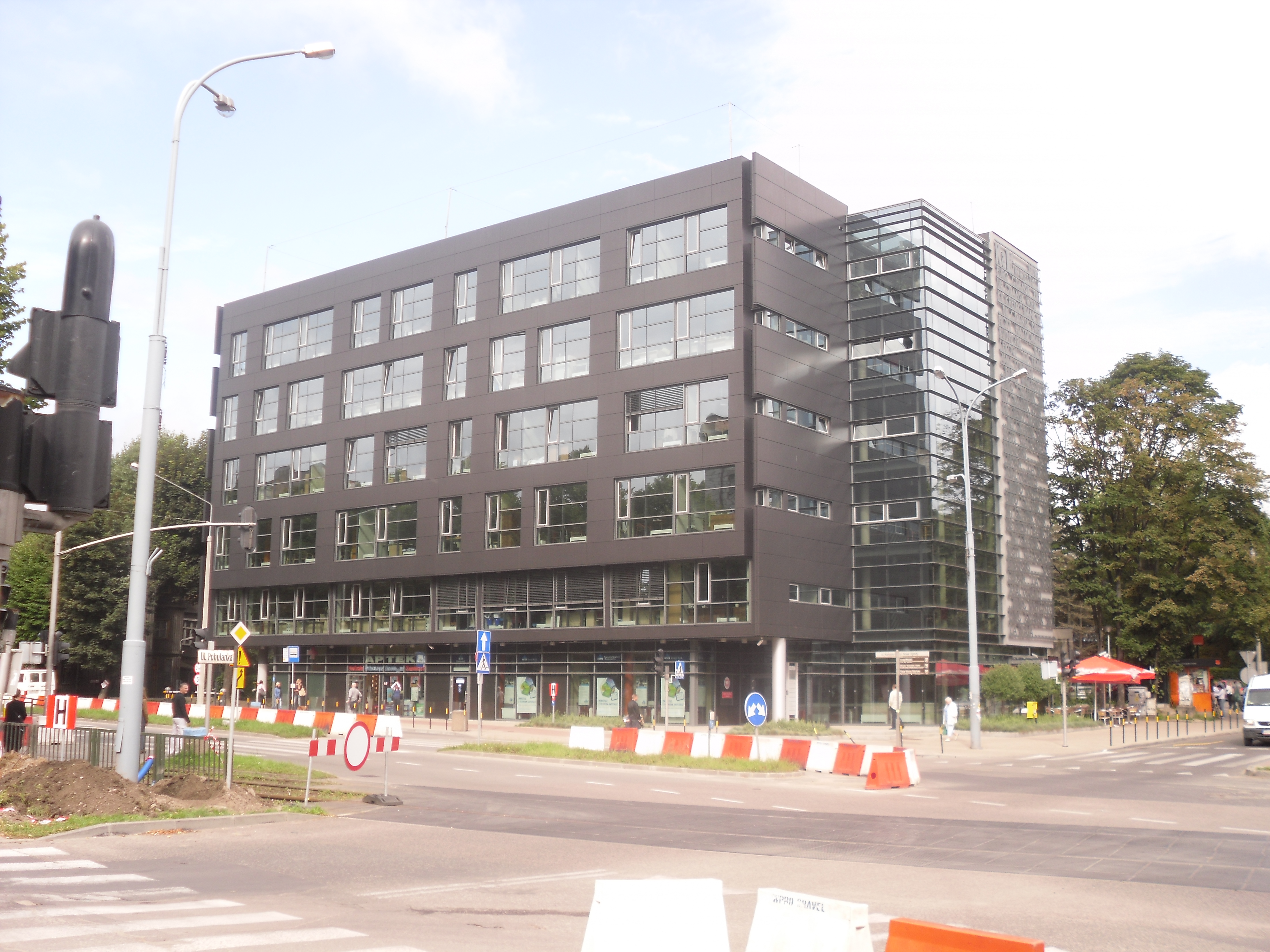
Biurowiec Ka5 na granicy ze Śródmieściem

### Autobusy
Ulicą Kartuską przejeżdża część autobusów międzymiastowych. Na ulicy znajduje się 5 przystanków autobusowych międzymiastowych: Gdańsk Kartuska/Jasień, Gdańsk Kartuska/Karczemki, Gdańsk Kartuska/Kiełpinek, Gdańsk Kartuska/Kokoszki, Gdańsk Kartuska/Siedlce.
Ulicą poruszają się również autobusy miejskie linii: 155, 157, 164, 167, 168, 174, 175, 195, 267, 268. Najdłuższy odcinek ulicą Kartuską pokonuje linia 167, która dociera aż do Kokoszek. Na ulicy znajdują się 22 przystanki komunikacji miejskiej (3 tylko w jednym kierunku: Bema 02, Kokoszki 02, Fabryczna 01).